# Złoty Róg (Rosja)
Złoty Róg (ros. Золотой Рог) – zatoka u brzegów Wyspy Rosyjskiej, w pobliżu Władywostoku.

## Geografia
Od Zatoki Piotra Wielkiego, w której położona jest Wyspa Rosyjska, oddziela ją od północnego wschodu Półwysep Szkota, od wschodu i północnego wschodu Przylądek Goldobina i od zachodu Przylądek Tigrowy. Zatoka ma 7 km długości i 2 szerokości, a średnia głębokość to 20–27 m. Przeprawę przez zatokę umożliwia otwarty w 2012 roku Złoty Most.

## Historia
Zatoka Piotra Wielkiego została odkryta przez Europejczyków dopiero w 1852 roku dzięki francuskiemu wielorybnikowi, który zimował w Zatoce Possieta. Według części źródeł ów wielorybnik odwiedził także zatokę Złoty Róg. W 1856 roku okręt „Winchester” z angielsko-francuskiej eskadry szukającej okrętów rosyjskich w czasie wojny krymskiej wpłynął na wody Złotego Rogu. Wówczas zatoka nosiła jedynie chińską nazwę Hǎishēnwǎi (chiń. 海參崴, chiń. upr. 海参崴, dosł. „zatoka trepangów”). Anglicy nadali jej nazwę Port May.
W 1859 roku nazwę Złoty Róg nadał jej Nikołaj Murawiow-Amurski, nawiązując do rosyjskich pretensji do Konstantynopola, w którym istnieje zatoka o tej samej nazwie. Z polecenia generała na brzegu zatoki założono bazę wojskową, znaną dziś jako Władywostok.

## Zagospodarowanie

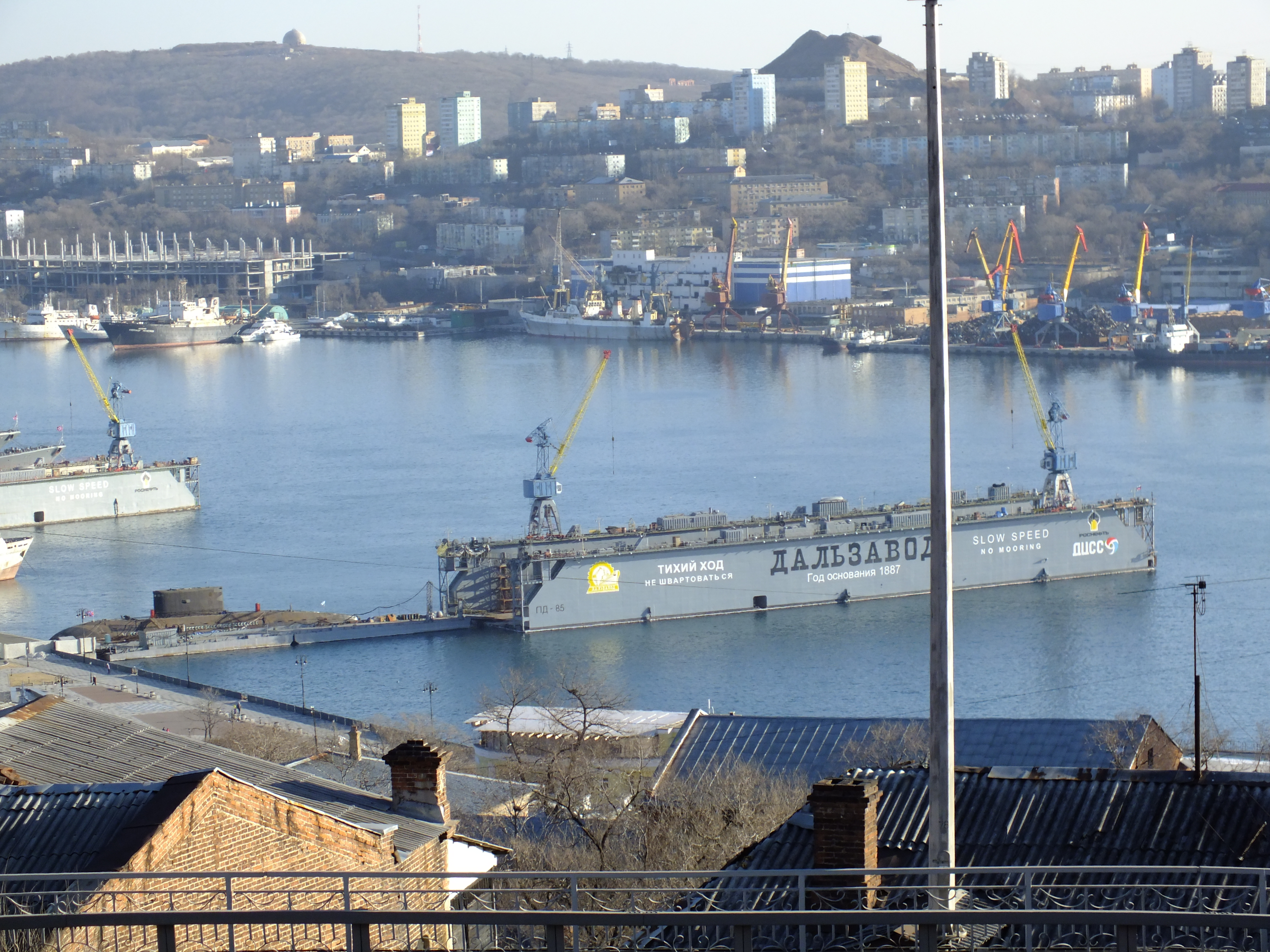

Ze względu na swoje strategiczne dla Władywostoku położenie zatoka stanowi główną drogę wodną miasta. Efektem intensywnego wykorzystania i zagospodarowania brzegów akwenu (ulokowane są tam władywostocki morski port towarowy, port rybny, zakład stoczniowy Dalzawod oraz część baz Floty Oceanu Spokojnego) jest alarmująca sytuacja ekologiczna. Na powierzchni akwenu unoszą się śmieci i widoczne plamy powstałe w wyniku wycieku produktów ropopochodnych, pokrywając nawet 91-100% i przewyższając dopuszczalne normy skażenia 3,6-krotnie. Kolejnym z czynników oddziałujących na stan zatoki jest pracująca w mieście elektrociepłownia. Spowodowane zrzutami ogrzanej wody technologicznej podwyższenie temperatury Złotego Rogu uniemożliwia mu występujące w warunkach naturalnych zamarzanie. W grudniu 2013 roku przedstawiciel Roshydrometu ogłosił zatokę Złoty Róg najbardziej zanieczyszczonym akwenem Rosji.